# Мемориал Сунь Ятсена (станция метро)
«Мемориал Сунь Ятсена» (англ. Sun Yat-sen Memorial Hall; кит. 國父紀念館) — станция линии Баньнань Тайбэйского метрополитена, открытая 24 декабря 1999 года. Расположена между станциями «Мэрия Тайбэя» и «Чжунсяо-Дуньхуа». Находится на территории районов Даань и Синьи в Тайбэе. Станция получила название по расположенному рядом мемориальному комплексу Сунь Ятсена, который был построен в 1972 году. С китайского языка название дословно переводится как «Мемориальный Дворец Отца Государства».

## Техническая характеристика
«Мемориал Сунь Ятсена» — однопролётная станция. На станции есть пять выходов, оборудованных эскалаторами. Из них два выхода оборудованы лифтами для пожилых людей и инвалидов.  1 октября 2010 года на станции были установлены автоматические платформенные ворота.